# NGC 2073
NGC 2073 è una galassia lenticolare situata nella costellazione della Lepre, a una distanza di circa 147 milioni di anni luce dalla nostra Via Lattea.

## Scoperta
La galassia è stata scoperta il 20 novembre 1784 dall'astronomo britannico di origine tedesca William Herschel.